# Concertul pentru pian nr. 3 (Beethoven)

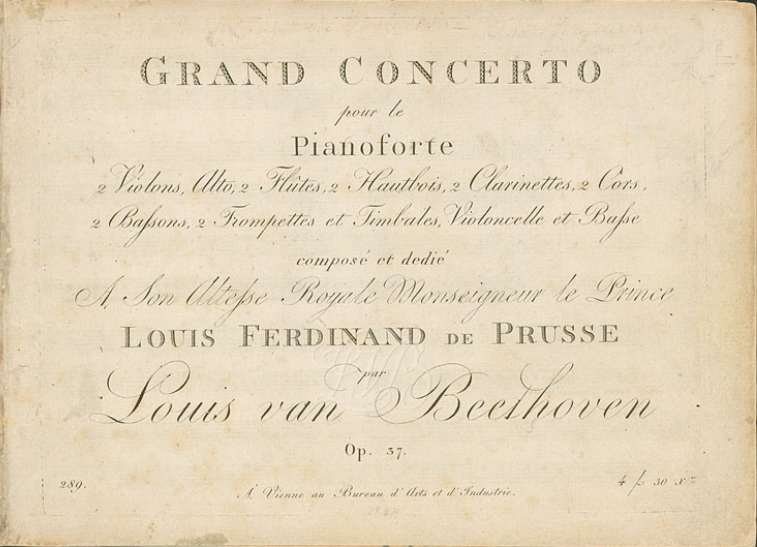
Pagina de titlu a primei ediții

Concertul pentru pian nr. 3 în Do minor, Op. 37, a fost compus de Ludwig van Beethoven în 1800 și a avut parte de premieră pe 5 aprilie 1803 cu Beethoven în calitate de solist. În cadrul aceluiași concert a avut loc și premiera lucrărilor Simfonia nr. 2 și oratoriul Hristos pe Muntele Măslinilor. Concertul a fost publicat în 1804. Este dedicat Prințului Louis Ferdinand al Prusiei. Prima temă principală a concertului amintește de Concertul pentru pian nr. 24 al lui Mozart, de asemenea compus în Do minor. Este singurul concert de pian al lui Beethoven compus în minor. 

## Orchestrație și structură
Concertul este orchestrat pentru 2 flauturi, 2 oboaie, 2 clarinete în Si bemol, 2 fagoți, 2 corni, 2 trompete în Do, timpane, instrumente cu coarde și pian solo.
După cum era standardul concertelor din perioada Clasică/Romantică, concertul este structurat în trei părți:
1. Allegro con brio (Do minor)
2. Largo (Mi major)
3. Rondo. Allegro (Do minor - Do major)

## Premieră
Partitura era neterminată la momentul premierei. Prietenul lui Beethoven, Ignaz von Seyfried, care îi întorcea paginile partiturii în seara premierei, a scris:
Nu am vazut altceva decât pagini goale; în cel mai bun caz, pe unele pagini erau mâzgălite câteva hieroglife egiptene total neinteligibile pentru mine pentru a servi drept indicii pentru el; el interpreta aproape toată partea solo din memorie deoarece, după cum era adesea cazul, nu a avut timp să treacă totul pe hârtie.